# 陳學易
陳學易（1547年—？），榜名周學易，後復姓陳，字子時，號慎吾，浙江杭州右衛軍籍，錢塘縣人，明朝政治人物。

## 生平
嘉靖四十三年（1564年）甲子科浙江鄉試第六十二名，萬曆十一年（1583年）癸未科會試第十六名，登三甲第一百一十三名進士。禮部觀政，本年授湖廣岳州府推官，十七年升饶州府同知，二十一年升南京兵部员外郎，致仕。

## 家族
曾祖周泰；祖父周宗仁；父周繼先。母王氏。慈侍下。弟周書，長官司吏目；周學诗、周學禮。